# Grainville (Eure)
Grainville ist eine Ortschaft und eine ehemalige französische Gemeinde mit 548 Einwohnern (Stand: 1. Januar 2022) im Département Eure in der Region Normandie. Sie gehörte zum Arrondissement Les Andelys und zum Kanton Romilly-sur-Andelle.
Mit Wirkung vom 1. Januar 2017 wurden die bis dahin selbstständigen Gemeinden Grainville und Gaillardbois-Cressenville zu einer Commune nouvelle namens Val d’Orger zusammengeschlossen und besitzen seither in der neuen Gemeinde den Status einer Commune déléguée. Der Verwaltungssitz befindet sich im Ort Grainville.

## Lage
Nachbarorte sind Fleury-sur-Andelle im Nordwesten, Charleval im Norden, Ménesqueville im Nordosten, Gaillardbois-Cressenville im Südosten, Bacqueville im Süden und Radepont im Westen.

## Bevölkerungsentwicklung
| Jahr      | 1962 | 1968 | 1975 | 1982 | 1990 | 1999 | 2008 | 2015 |
| --------- | ---- | ---- | ---- | ---- | ---- | ---- | ---- | ---- |
| Einwohner | 386  | 386  | 407  | 419  | 453  | 472  | 538  | 579  |